# Aanbidding der Koningen (Anderlecht)
De aanbidding der Koningen is een drieluik afkomstig uit het atelier of de omgeving van de Zuid-Nederlandse schilder Jheronimus Bosch in het Erasmushuis in Anderlecht.

## Voorstelling
Het stelt het Driekoningen-verhaal voor. Het is een variant op Bosch' beroemde Driekoningen-drieluik in het Museo del Prado in Madrid. De meest opmerkelijke verschillen zijn de stal, die hier gespiegeld is weergegeven, de zijvleugels, waar links niet Jozef de luiers van het Jezuskind droogt, maar een engel en rechts het gevolg van de koningen te zien is, en de relatief lage horizon, waardoor het geheel een veel natuurlijker indruk maakt. Ook de geschenken van de koningen zijn minder buitenissig. Net als op de Aanbidding van de Koningen in Philadelphia, een pastiche van het Driekoningen-drieluik in Madrid, draagt Caspar een oudtestamentische voorstelling op zijn mouw. In dit geval is dat, als teken van de afgoderij waar Jezus een eind aan zal maken, de aanbidding van het gouden kalf. Dit is tevens bedoeld als contrast met de aanbidding van de verlosser. De mysterieuze 'vierde wijze', die ook wel als de antichrist geïdentificeerd is, is hier gereduceerd tot een eigentijdse edelman. Op het dak lijken twee herders toe te kijken. Hier schijnt de schilder echter een fout te hebben gemaakt. Op het origineel in Madrid is alleen Maria onder het afdak van de stal afgebeeld, zodat de herders op het dak zicht hebben op de drie koningen. Omdat op het exemplaar in Anderlecht ook de drie koningen zich onder het afdak bevinden, is dit hier niet mogelijk.

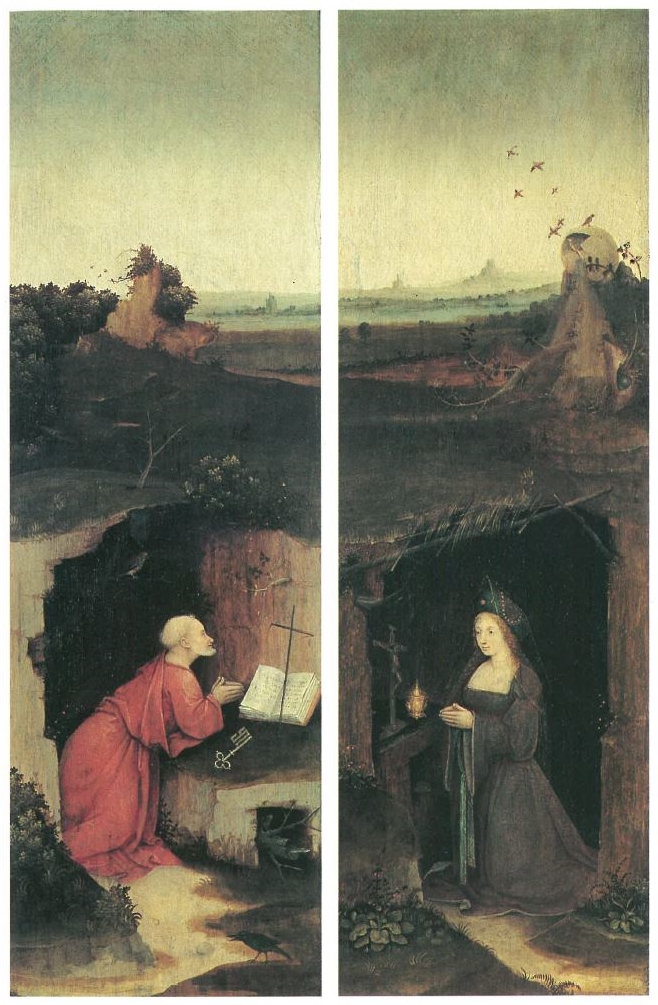
Het triptiek in gesloten toestand met de heilige Petrus en de heilige Magdalena. Ca. 1510-1520.

## Buitenzijde
Het drieluik in gesloten stand toont links de apostel Petrus en rechts de heilige Maria Magdalena. Opmerkelijk is dat beide heiligen hier als kluizenaars, biddend in de wildernis, zijn afgebeeld. Van Maria Magdalena is een legende bekend dat zij terugtrok in een grot in de buurt van het Zuid-Franse Saint-Maximin-la-Sainte-Baume, maar van Petrus is een dergelijke overlevering niet bekend. Waarschijnlijk is de voorstelling een toespeling op Petrus' berouw na zijn verloochening van Christus. Deze komt in deze vorm meer voor op 16e-eeuwse schilderijen en prenten. De houding van Petrus en het landschap komen overeen met die van de heilige Egidius op een van de zijluiken van het Heremieten-drieluik. De Maria Magdalena heeft vanwege haar rijke uitdossing en ingetogen karakter meer weg van een stichtersportret.

## Toeschrijving
Het drieluik verkeert in slechte toestand. Het middenpaneel, bijvoorbeeld, is geheel of gedeeltelijk overgeschilderd. Dit maakt een definitieve toeschrijving moeilijk. Volgens de Duitse kunsthistoricus Max Friedländer is het waarschijnlijk een origineel van Bosch en zo niet 'certainly not a copy of a familiar composition' (in ieder geval geen kopie naar een bekende compositie). Vanwege de meer realistische benadering van het landschap en de renaissancistische architectuur plaatste hij het laat in zijn oeuvre. Hierbij lijkt hij voorbij te gaan aan het gegeven dat het werk een variant is op het Driekoningen-drieluik, dat Bosch omstreeks 1495 schilderde. Friedländer hield het echter niet voor onmogelijk dat Bosch zichzelf kopieerde om zo zijn composities steeds verder te verbeteren. Bosch-auteur Charles de Tolnay ziet het als werk van een navolger en hij dateert het, op grond van de renaissancistische architectuur, omstreeks 1520-1525. Volgens Ludwig von Baldass gaat het hier om een kopie naar een verloren gegaan werk van Bosch, dat van voor het Driekoningen-drieluik in het Prado moet hebben gedateerd. Volgens Bosch-kenner Bernard Vermet gaat het hier vrijwel zeker om een product uit het atelier van Bosch.

## Herkomst

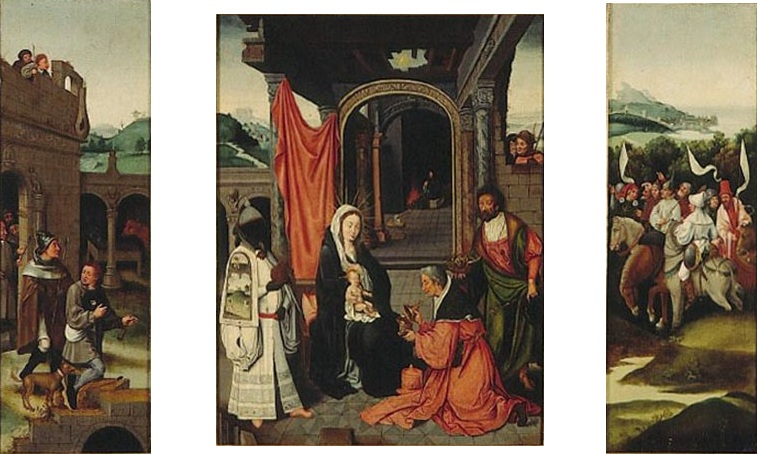
Navolger van Jheronimus Bosch. De aanbidding der koningen. Ca. 1510-1520. 's-Hertogenbosch, Noordbrabants Museum.

De Aanbidding der Koningen wordt in 1549-1550 voor het eerst vermeld als een van de bezittingen van de huidige Sint-Pieter-en-Sint-Guidokerk in Anderlecht. Het werk werd toen schoongemaakt in Brussel. Omdat de heilige Petrus, die op de buitenzijde van het drieluik afgebeeld is, ook een van de twee patroonheiligen van deze kerk is, denkt men dat de kerk in Anderlecht ook de opdrachtgever van het stuk moet zijn geweest. Later kwam het drieluik in privéhanden, tot het voor 1844 door een zekere E.H. Moens, oud-kanunnik in Anderlecht, nagelaten werd aan de oorspronkelijke eigenaar. Tegenwoordig is het werk door de Sint-Pieter-en-Sint-Guidokerk in bruikleen gegeven aan het Erasmushuis.

## Variant
In het Noordbrabants Museum in 's-Hertogenbosch bevindt zich een variant op de Aanbidding der Koningen in Anderlecht, waarop nog meer renaissancistische elementen te zien zijn en waarop Jozef zich op het middenpaneel bevindt. Zie voor dit drieluik het artikel Aanbidding der Koningen (’s-Hertogenbosch).

## Tentoonstellingen
De aanbidding der Koningen in Anderlecht maakte deel uit van de volgende tentoonstellingen:
- Exposition rétrospective du paysage flamand (XVIme, XVIIme & XVIIIme siècles), Musée royal des beaux-arts de Belgique, Brussel, 8 september-8 november 1926, cat.nr. 36.
- Exhibition of Flemish and Belgian art. 1300 to 1900, Royal Academy of Arts, Londen, 8 januari-5 maart 1927.
- Jeroen Bosch, Noord-Nederlandsche primitieven, Museum Boymans, Rotterdam, 10 juli-15 oktober 1936, cat.nr. 63a.
- La peinture Hollandaise de Jérôme Bosch à Rembrandt/Hollandse schilderkunst van Jeroen Bosch tot Rembrandt, Paleis voor Schone Kunsten Brussel, Brussel, 2 maart-28 april 1946.
- Middeleeuwse Kunst der Noordelijke Nederlanden, Rijksmuseum, Amsterdam, 28 juni-28 september 1958, cat.nr. 75, p. 83-84 (als wellicht een eigenhandig werk van Jheronimus Bosch).
- De eeuw van Bruegel. De schilderkunst in België in de 16de eeuw, Koninklijk Museum voor Schone Kunsten,  Brussel, 27 september-24 november 1963, cat.nr. 35, ill. 2a-b (als Jheronimus Bosch).
- Jheronimus Bosch, Noordbrabants Museum, 's-Hertogenbosch, 17 september-15 november 1967, cat.nr. 13, p. 86 (als omgeving van Jheronimus Bosch).